# سلنیاخ
سلنیاخ (به لاتین: Selennyakh) یک رود در روسیه است که در یاقوتستان واقع شده‌است.